# 1-алкил-2-ацетилглицерофосфохолин эстераза
В энзимологии 1-алкил-2-ацетилглицерофосфохолинэстераза (Шифр КФ 3.1.1.47) — фермент, катализирующий химическую реакцию
1-алкил-2-ацетил-sn-глицеро-3-фосфохолин + H2O {\displaystyle \rightleftharpoons } 1-алкил-sn-глицеро-3-фосфохолин + ацетат
Таким образом, двумя субстратами этого фермента являются 1-алкил-2-ацетил-sn-глицеро-3-фосфохолин и H2O, тогда как двумя его продуктами являются 1-алкил-sn-глицеро-3-фосфохолин и ацетат. Первый также известен как фактор активации тромбоцитов. Есть несколько ферментов с этой функцией:
- Липопротеин-ассоциированная фосфолипаза А2
- Фактор активации тромбоцитов ацетилгидролаза 2, цитоплазматический
- Фактор активации тромбоцитов ацетилгидролаза 1b: регуляторная субъединица 1, каталитическая субъединица 2, каталитическая субъединица 3

Этот фермент принадлежит к семейству гидролаз, особенно тех, которые действуют на связи сложных эфиров карбоновых кислот. Систематическое название этого класса ферментов — 1-алкил-2-ацетил-sn-глицеро-3-фосфохолинацетогидролаза. Другие широко используемые названия включают 1-алкил-2-ацетил-sn-глицеро-3-фосфохолинацетилгидролаза и алкилацетил-GPC: ацетилгидролаза. Этот фермент участвует в обмене эфирных липидов.

## Исследования структуры
По состоянию на конец 2007 г. было решено 7 структур для этого класса ферментов с кодами доступа 1BWP, 1BWQ, 1BWR, 1ES9, 1FXW, 1VYH и 1WAB.